# 中国航空121号班机空难
中国航空121号班机空难是在1947年1月5日于中国青岛市的一起飞机撞山事件，机上39名乘客及3名机组人员无人生还。此次事故机长沙凯是首批飞跃驼峰航线的飞行员之一；乘客亦多身份显要，有平剧名角李世芳，制宪国大代表牟震东、李聘之、傅秀山，《大公报》上海分社编辑张如彦，伦敦中华商会代表李子固等。事故后交通部勒令1月6日至13日全国停航一周，以策安全。

## 事故背景
1946年12月25日圣诞节之夜，上海接连发生三起飞机失事，引发舆论震动，要求检讨航空安全。当时以天气问题作为航空事故之主因。1947年1月，青岛沧口机场处于美国海军管辖下，而美军有着较为先进的气象预报服务。1946年1月，美国海军第96海军工程营受命重建和扩建青岛沧口机场，以供美国海军陆战队、美国海军以及中国空军使用，当时将两条3,800英尺（1,200米）的跑道修为5,000英尺（1,500米）和6,000英尺（1,800米）的跑道。
1月5日凌晨4时10分，也就是圣诞空难之后的第11天，美国海军沧口机场管理处以大雾天气不适宜飞行为由，发布气候恶劣信号，以期阻断北上飞机。

## 航班信息
1947年1月5日，中国航空一架编号121号的C-47型运输机执飞沪平线。机长查尔斯·H·沙凯（英語：Charles H. Sharkey），时年21岁，出生于美国马萨诸塞州劳伦斯，16岁获得飞行执照，抗战期间服役于陈纳德的飞虎队，是首批飞过驼峰的七人机组之一，当时也是七人中的唯一幸存者。他一共飞跃驼峰408次，创下飞行纪录。副机长万汉光，湖南人，年26岁，光华大学生物系二年级学生，刚于元旦与在浙江大学念书的女友团聚；因万汉光以请假隐瞒飞行，光华大学校方并不知道其身份。该机的报务员为王成志。
面对美军发布的气候恶劣信号，飞行员沙凯受到乘客鼓噪，自恃飞行技术高超，冒险驾驶飞机于5时10分从上海起飞。7时45分，飞机抵达青岛上空，因低能见度未能发现机场。中国航空地勤指示飞机继续飞往天津，因燃料不足以飞到天津，机长决定择机选择农田降落，最终撞上李村附近海拔800米左右的狼牙山，起火焚烧，全员身亡。
事故后，中国航空请求美国海军派遣飞机搜救，飞至李村附近可见火光冲天，附近居民争相拾捡财物。等2小时后，地面工作人员赶至现场，财物已被搜刮殆尽，现场碎尸遍地，机尾仍然冒着火。山顶残存着飞机右翼和右轮，留下长条状黑色油渍以及油箱，机腹仰天于山凹处，机头坠入山沟中并且剧烈燃烧，如同融化的锡铁。

## 知名死者
机上有3名制宪国大代表，分别为牟震东、李聘之、傅秀山。因国大代表有购票及优先登机之特权，故而有三名企业职员被挤下飞机。丁佑民受山东国大代表、时任济南商会主席李润绅之托，冒名顶替上了飞机，而后者则因市商会舞弊案在国大会议前便已经入狱。行政院以因公殉职褒揚撫卹傅秀山、李聘之、牟震東三名代表。

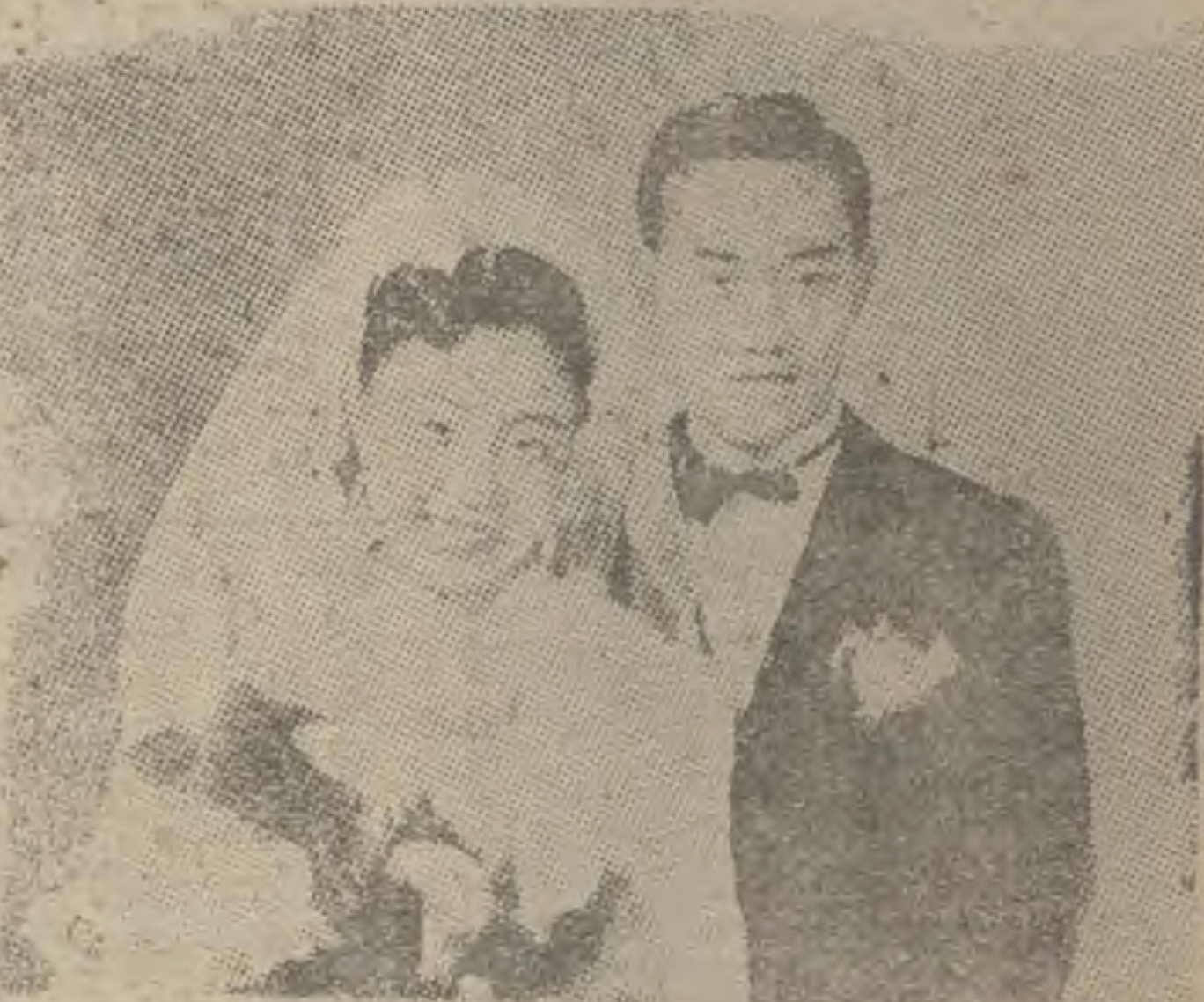
失事客机上京剧名角李世芳之结婚照，失事后其妻子一度绝食

平剧名旦、梅兰芳之爱徒李世芳亦因空难逝世。12月底李世芳原本已经在刚经历黑色圣诞之夜空难死里逃生的张春华、以及恩师梅兰芳之劝说后退掉机票。1月初，因担心和同演魏莲芳矛盾加深，又动身前往北平。1月4日，飞机因天气原因未能成行。当时，1月5日的票已经售完，李世芳又从马富禄夫妇手中转让到杨宝森太太因推迟行程而空出的机票。1月5日凌晨，梅兰芳一家以及师兄张盛利亲自到龙华机场送行。听闻飞机失事消息后，梅兰芳恸哭流涕。梨园界在青岛、天津、北平、上海为李世芳举行祭礼，青岛梨园公会会长杨寿山，富连成社社长叶盛章，四大名旦之尚小云、梅兰芳分别在四地主祭。
时任伦敦中华商会代表李子固，本打算出席全国商会联合会成立大会，但因迟到仅在最后一日商联会答宴各机关各团体领袖席上发言，归国后先后在上海、南京考察工厂，并准备在英国设立专门机构负责与上海进行联络。他乘坐沪平线打算返回故乡山东探亲访友、考察特产，准备将其销往海外。事后，时任上海市商会监事王晓籁悼：“经商未就身先死，常使同人泪满襟。”
事故还造成两名修女死亡，分别为意大利籍方济各会修女玛丽·塔里格里奥（英語：Mary Tariglio）、美国籍天主教神佑会传教士及修女伊丽莎白·塞西尔（英語：Elizabeth Cecille）。他们当时正在前往他们的传教据点。其他知名乘客有英国籍前公共租界巡捕房静安寺区负责人罗斯（英語：James J. Ross）、时任中国石油公司东北炼油厂代理厂长秦秉章、时任沈阳东北基督教总会长及东北神学院教授刘怀义等。另有三名美国公民在事故中遇难。

## 后续处置

### 事故调查
南京的航空委员会派遣中美专家共同赴事故现场调查，一名参与调查的美籍驾驶员指出当时因雾大难以辨认地面目标，故而降低飞行高度致撞山，右翼及引擎当时与机身脱离，机身因失去重心猛撞击于山石，机身全碎，油箱破裂，起火焚烧。因为大部分乘客坐机身前近汽油箱处，尸体皆烧毁。

### 尸体安置
1月9日，第一批遇难乘客家属22人从上海搭乘专机到达青岛，中国航空在出发前则指“凡在停航时期内，搭乘赴青飞机因而失事殒命者，公司方皆不负责”。16日，中国航空方面记录显示，14具尸体由位于青岛的家属领回，北平之8具尸体、上海之4具尸体分别正候船17日运往天津和上海，往天津的客轮上还有七八名家属等候认领，另外有8具尸首无人认领则由公司埋葬于青岛公墓之中。

### 全面停飞
中国航空、中央航空继1946年圣诞节空难，11天内发生第4起事故，共导致113人死亡。在此背景下，交通部要求两家航空公司所有飞机停航一周。因停航一周将令中国航空损失15亿元、中央航空损失8亿元，足以使其破产，故而请交通部暂开邮运和货运获准。复飞后，1月25日自香港出发前往重庆的中国航空138号班机、1月28日从武汉飞往重庆的中国航空145号班机接连失联坠毁。于是，交通部于1月30日再度下令停飞，至3月16日才复飞。自1946年12月到1947年1月间，中国民航业发生8起空难，共136人死伤，仅次于美国16起事故，139人死伤。

## 相关骗局
据1947年1月25日《申报》报道，天津市市长杜建时遇李某，自称李明扬之侄、保定军校14期学生，经陈诚介绍来见杜建时，乃求天津警界任事。他自称搭乘第121班机，失事时从厕所登上飞机顶，从而免得一死。但当杜建时向他索要陈诚的介绍信，则自称空难时遗失，而杜建时则回应称警局无空缺职位，也不允许其索要财物。当李某从政府出来后，遇见诸多记者，大肆宣扬自己为国民革命军第九十六军团长，住惠中饭店，翌日见诸报端后再寻访则查无此人。